# Кеторолак
Кеторо́лак — лекарственное средство, нестероидный противовоспалительный препарат (НПВП) из группы производных уксусной кислоты, структурно родственный индометацину. Ингибитор биосинтеза простагландинов. Обладает также сильным обезболивающим эффектом.
Кеторолак входит в перечень жизненно необходимых и важнейших лекарственных средств Минздрава РФ.
Является наиболее сильным по анальгезирующему действию среди наиболее часто используемых НПВС. 30 мг кеторолака при внутримышечном введении эквивалентно 12 мг морфина.
Кеторолак был впервые синтезирован Joseph M. Muchowski из Syntex Inc. и запатентован в США в 1978 г. (патент США № 4089969, дата приоритета 23 февраля 1977 года). В лекарственных препаратах используется как кеторолака трометамин (трометамол).

## Применение в лечебной практике
Кеторолак используется для краткосрочного лечения умеренной и сильной боли. Обычно его не назначают более пяти дней. Кеторолак эффективен при введении парацетамола для борьбы с болью у новорождённых, потому что он не подавляет дыхание, как опиоиды. Кеторолак также является адъювантом опиоидных препаратов и улучшает облегчение болевого синдрома. Он также используется для лечения дисменореи. Кеторолак используется для лечения идиопатического перикардита, где он уменьшает воспаление.
Кеторолак используется для краткосрочного блокирования боли, которое длится не более пяти дней, и может вводиться перорально, внутримышечно, внутривенно и с помощью назального спрея. Кеторолак первоначально вводится внутримышечно или внутривенно. Пероральная терапия используется только как продолжение от внутримышечной или внутривенной исходной точки.
Кеторолак используется во время глазной хирургии для поддержания мидриаза или «расслабления» мышц радужки, что позволит хирургам выполнять операцию по удалению катаракты. Кеторолак эффективен при лечении глазного зуда. Офтальмологическая композиция кеторолака связана с уменьшением развития отёка макулы после операции по удалению катаракты и более эффективна в одиночку, а не как комбинированное лечение опиоидом / кеторолаком. Кеторолак также использовался для лечения боли от ссадин роговицы.
Во время лечения кеторолаком клиницисты контролируют проявления побочных эффектов. Лабораторные тесты, такие как тесты функции печени, время кровотечения, уровень креатинина в сыворотке и уровни электролита часто используются и помогают выявить потенциальные осложнения.

### Кеторолак при кратковременной боли после операции у детей
Дети в краткосрочном периоде после операции могут испытывать боль. Нестероидные противовоспалительные средства (НПВС, например, аспирин) могут уменьшать умеренную или сильную боль, не вызывая серьёзных побочных эффектов, характерных для опиоидов (наркотических средств, таких как морфин). Однако НПВС могут вызывать кровотечение и поражение почек и кишечника. Кеторолак — это НПВС, которое может применяться в виде внутривенных инъекций, что может быть полезным для пациентов, когда они не могут принимать лекарства внутрь. Несмотря на то, что кеторолак не разрешён для использования у детей многими государственными регуляторными агентствами, его часто используют после операции из‐за отсутствия альтернативных вариантов.
В четырёх исследованиях были отдельные сообщения о том, что кеторолак лучше снижал интенсивность боли по сравнению с плацебо, но эти исследования были небольшими и имели различные недостатки в дизайне. Было больше информации в отношении других оценок, таких как число детей, которым потребовались дополнительные лекарства для неотложной помощи (дополнительные обезболивающие средства, которые назначают, если исследуемое лекарство не помогает в достаточной мере справиться с болью), а также как часто использовали дополнительные обезболивающие средства. В группе кеторолака меньшему числу детей потребовались дополнительные обезболивающие средства, по сравнению с группой плацебо, хотя различия не были статистически значимы. В течение четырёх часов после введения исследуемых лекарств дети, которым вводили кеторолак, немного в меньшей степени нуждались в дополнительном обезболивании, чем те, которым вводили плацебо. Не было достаточной информации по прямым сравнениям кеторолака с другими лекарствами.
Также в исследованиях не было достаточной информации для надёжной оценки побочных эффектов и серьёзных побочных эффектов при использовании кеторолака. Серьёзные побочные эффекты при применении кеторолака включали в себя кровотечение, но это встречалось достаточно редко, и поэтому не было сделано каких‐либо определённых выводов. Очень небольшое число детей выбыло из исследований из‐за побочных эффектов. Это характерно для исследований, в которых участники наблюдаются в течение короткого периода времени.

## Противопоказания

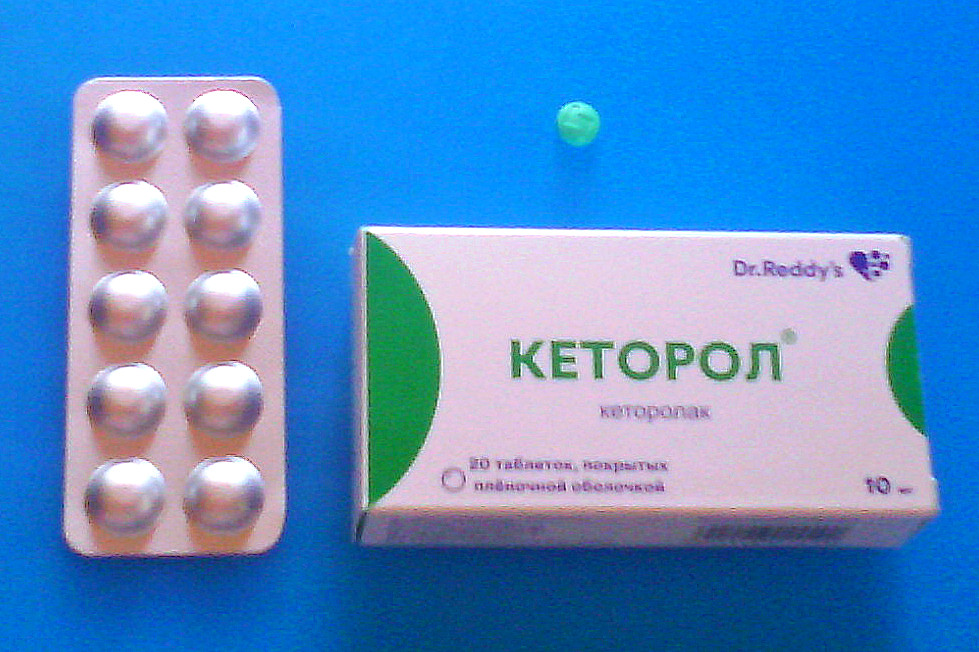
Кеторолак

Кеторолак противопоказан пациентам с повышенной чувствительностью, аллергией на лекарственные средства, кросс-чувствительностью к другим НПВС, до операции, с текущей или перенесённой ранее язвенной болезнью, желудочно-кишечного кровотечением, непереносимостью алкоголя, почечной недостаточностью, кровоизлиянием в мозжечок, полипами носа, ангиодистрофией и астмой.
Строгие противопоказания: язвенная болезнь желудка в стадии обострения, бронхоспазм, тяжёлая почечная недостаточность, беременность и кормление грудью.
Относительным противопоказанием является возраст до 16 лет.
Рекомендации к осторожному использованию кеторолака у тех, кто испытал сердечно-сосудистые заболевания, инфаркт миокарда, инсульт, сердечную недостаточность, нарушения коагуляции, нарушения функции почек и печеночную недостаточность.

## Побочные эффекты
Инсульт, инфаркт миокарда, кровотечение ЖКТ, синдром Стивенса-Джонсона, токсический эпидермальный некролиз и анафилаксия. Менее серьёзным и более распространенным (> 10 %) побочным эффектом является сонливость. Нечастые (<1 %) побочные эффекты — парестезия, кровотечения, боль в месте инъекции, пурпура, потоотделение, аномальное мышление, увеличение выработки слёз, отёк, бледность, сухость во рту, аномальный вкус, повышенная частота мочеиспускания, повышенные активности ферментов печени, зуд и другие. Кеторолак может вызвать преждевременное сужение артериоза протоков у младенца в течение третьего триместра беременности. Функция тромбоцитов снижается в связи с использованием кеторолака.
Практика ограничения лечения кеторолаком обусловлена его способностью вызывать повреждение почек.
При применении кеторолака возможны диспепсические расстройства, сонливость, беспокойство, отёки. Если эти явления связаны с приёмом лекарства, врач может заменить препарат либо снизить применяемую дозу.
Возможны также болевые ощущения в области инъекции.

## Передозировка

### Симптомы
Боль в животе, тошнота, рвота, эрозивно-язвенное поражение желудочно-кишечного тракта, нарушение функции почек, метаболический ацидоз.

### Лечение
Промывание желудка, введение энтеросорбентов (активированный уголь) и проведение симптоматической терапии (поддержание жизненно важных функций организма). Не выводится в достаточной степени с помощью диализа, т. е. гемодиализ малоэффективен.

## Лекарственные взаимодействия
Кеторолак может взаимодействовать с другими препаратами. Пробенецид может увеличить вероятность возникновения побочной реакции или проявить побочный эффект при применении кеторолака. Пентоксифиллин может увеличить риск кровотечения. Когда аспирин принимается одновременно с кеторолаком, эффективность снижается. Проблемные эффекты ЖКТ являются аддитивными и становятся более вероятными, если принимать калийные добавки, аспирин, другие NSAIDS, кортикостероиды или алкоголь одновременно. Эффективность антигипертензивных средств и диуретиков может быть снижена. Использование кеторолака может повысить уровень лития в сыворотке до уровня токсичности. Токсичность для метотрексата более вероятна, если кеторолак принимается одновременно. Риск кровотечения увеличивается с одновременными приемами клопидогреля, цефоперазона, вальпроевой кислоты, цефотетана, эптифибатида, тирофибана и копидина. Антикоагулянты и тромболитические препараты также повышают вероятность кровотечения. Лекарства, используемые для лечения рака, могут взаимодействовать с кеторолаком вместе с лучевой терапией. Риск токсичности почек увеличивается, когда кеторолак применяется с циклоспорином.
Применяют при травмах, в послеоперационном периоде, при невралгиях и при других болевых синдромах. Назначают по 10—30 мг каждые 6—8 ч, не дольше, чем 7 дней при пероральном приёме и не дольше 5 дней при инъекционной форме применения. У детей не должен применяться свыше 2 дней.
Максимальная суточная доза — 90 мг, для пожилых и ослабленных больных — не более 60 мг в сутки.
Кеторолак несовместим с препаратами лития, пентоксифиллином и антикоагулянтами.
Не следует совмещать его с другими препаратами группы НПВС. При совместном назначении с противогипертоническими препаратами из группы ингибиторов АПФ возникает вероятность нарушения функции почек.
Кеторолак также снижает эффект фуросемида и сходных диуретиков.
Взаимодействие с кеторолаком существует с некоторыми растительными добавками. Женьшень обыкновенный, гвоздика, имбирь, арника, пижма девичья, дудник китайский, ромашка и гинкго билоба повышают риск кровотечения.